# できそこないの物語
『できそこないの物語』（できそこないのものがたり）は、箱宮ケイによる日本の漫画作品。『月刊少年シリウス』（講談社）にて2007年9月号から2010年10月号まで連載された。2007年12月号の第4話からは基本的に1話完結の連作短編形式になっている。単行本はシリウスKCで全4巻。
魔術士ギュールギルム・ギョロンギョロンによって作られた魔法人形たちの物語。人間とは異なる存在である魔法人形と彼らにかかわる人間の日常や運命を描く。

## 登場人物

### 主要人物
ジュジュ（毒の子）
黒髪の少年の姿をした魔法人形。記憶を失った状態で目を覚ました。右手は手首から先が黒くなっており、右手で触った物体を腐らす能力を持っている。
リィラ（灯の子）
金髪の少女の姿をした魔法人形。ジュジュと同じく記憶を失った状態で目を覚ました。髪の毛を自由に伸ばして、操る能力を持つ。髪の毛を炎に変えたり空を飛んだりすることも出来る。ガルネット・レインの元で、別人に変身する魔法を覚えた（よく変身するのは黒い短めの髪の少女）。
ガルネット・レイン
青年の姿をした魔法人形。大きな壺のような形の家に住んでいる。様々な魔法を使える。
ギュールギルム・ギョロンギョロン
禁術に手を染め、生命創造の術を知った魔術士。100億ティラの賞金がかけられている。
ペコラチカ
ギュールギルムのそばにいる、少女の姿をした魔法人形。魔法人形を作った後、楽器を吹く。
ニッケ
ネズミの姿をした魔法人形。骨に変身して死んだフリをするのが上手。

### メルカーチ魔法学校生
アレス
ジュジュが変化した姿。転入初日に大遅刻した。
ルウナ
リイラが変化した姿。
バレンシア・キルト
アレスと友達になる男子生徒。アレスが魔法人形だと気づいている。
ローレン・チェルマ
ポットのような形をした家に住んでいる少女。魔法が使える。ジュジュとリイラを捕まえようとして失敗した。

### 魔法人形
ピペリ
ギザギザ兄弟の兄。トンパとともに旅をしている。
トンパ
ギザギザ兄弟の弟。ベトベトガムと風景を切り取る魔法が使える人形。
ポーリー
魔法人形。ラタ国とサルジャリ国の間で生まれて5人の国境警備兵に育てられている。
ペルペ
魔法人形。空を飛びまわりキャンディを降らす。
ゴロロ
魔法人形。空を飛び、雷を落とすことができる。
モクリック
魔法人形。踊りがうまくて空も飛べる。魔法で人をあやつることができる。
チャリム
魔法人形。恥ずかしがりや。自分の姿形を人に認識されない。
ドルポン
魔法人形。世界中を旅している。火や水など様々な魔法を使える。
スジャーリ
魔法人形。操り人形。
グラン
魔法人形。人形使い。
ココリ
魔法人形。人間の女の子タイプだが狐のような耳と尻尾が生えている。能力はウソがつけないこと。
ロコ
猫の姿をした魔法人形。生まれた時から目がぐるぐる回っている。
ユーラン
魔法人形。夢の中に現れる怪物。
ラキ
魔法人形。少女の姿をしている。好きなところに跳ぶこと（瞬間移動）ができる。
カルロッテ
宇宙船に乗っている。果たしてその正体は？
ヤッコ
手から綿を出す偽天使。自分の正体を喋ってしまうなどうっかりしたところがある。
クローレンス
犬のような姿の魔法人形。時間を操る力を持つ。自分達が創られた理由を哲学的に思索しようとしている。
ソーニャ
無気力の娘。めんどくさがり。周囲の生き物や物からやる気を奪う。
ワーズワット
パンペルネを舞台に悪党たちをやっつける。
サラサ
洋館に住む吸血鬼のような姿の少女。
クリステン
サラサの部下。人魂のような姿をしている。
ドリステン
サラサの部下。フランケンシュタインのような魔法人形。
アスツオ・ヨハン・ファウスト
死者蘇生の秘術を使う。モデルはソガシイナの漫画『NECROMANCER』に登場する、同姓同名のキャラクター。
深海魚くん
深海から引き上げられた魚人というコンセプトの魔法人形。内臓が飛び出している。ギュールギルムを憎んでいる。

### 人間
ネネス・キルカチャーノ
笑わせ屋（旅の芸人）。ペルペに一目惚れする。
ミコ神様
天上神の化身と言われている少女。
クラモリ
捨て子を神に仕立て上げ、金を稼ぐ詐欺師。
プーケ
南国の村の少女。魔法人形にくわしい。
タルクン・ヤート
目の不自由な少年。猿のような小動物とともに旅をしている。
ヒューイ
魔法使いの少年。魔法院のクラス2。炎のリングや風のリングなどの魔法を使える。
ガチュンシャ
ヒューイの先輩。魔法院のクラス7。
タルト
魔法院東支部イーステリアに勤めている青年。捕まった魔法人形たちをこっそりと逃がしている。
コロックス
魔法院東支部イーステリアに勤めている青年。名前は本編では出てこないが、作者のブログで公開された。
ハイム
学校で友達からユーランの夢の話を聞き、自分も夢の中でユーランと出会う。
テトラ
学校がおわったら川でのんびり過ごすのが日課の少年。
ナジャンダ
魔法人形ごっこが好きな少年。
アルバート
自分のバカな思い込みのせいでツライことがあった。偽天使につきまとわれる。
クランケット
クローレンスを捕まえようとする。
クレア
クローレンスが住む廃墟に住んでいた病弱なお嬢様。窓の外で追いかけっこをしているクローレンスとクランケットを見て、病気が治ったら一緒に遊びたいと願う。
バロン・ベクトロフ
サルジャリ国出身のテロリスト。父や友人、そして妻を奪ったサルジャリ国とラタ国を滅ぼす為に殺人ウイルスを作り出した。彼によって戦争は終了する。
ユリア
反戦活動の罪で獄中死したバロンの妻。バロンのイメージの中で復讐なんてやめちゃいなよと笑いながら言う。
ミナ
ある夜、久しぶりに会ったレリカと行動をともにすることになる。
レリカ
ミナ曰く、マイペース人間でヘンな奴。最近は学校にほとんど行かないで町をブラブラしているが、成績はいつもトップ。
リンカ
ワーズワットに会う為にパンペルネを訪れる。
ソニア
ワーズワットに会う為にパンペルネを訪れる。
エリック
ハローウィンの仮装をしてライオットの家に向かうが、間違えてサラサの洋館に迷い込む。
シグノ・アーシャ
作家。どこかの駅でアスツオ・ヨハン・ファウストと出会ったことをきっかけに、『NECROMANCER』という作品を書く。名前はソガシイナのアナグラム
古代王の幽霊
墓に忍び込んだ人間を、魔法の酒で眠らせ記憶を奪う。

### その他
倉橋
リイラが読んでいた本の登場人物。不思議な魔法、ステキな世界、オカシなオハナシに憧れる少女。本の中で彼女が読んでいた本の題名は『できそこないの物語』。
根本
リイラが読んでいた本の登場人物。倉橋を茶屋に誘う。

## 用語
魔法人形
ギュールギルムによって作られた、生命を持った人形。見た目はふつうの人間と変わらないものから怪物のような姿のものまでさまざま。寿命や食欲は存在するが、食べなくても生きられる。魔法などの何らかの特殊な力を持ち、1千万ティラの賞金がかけられている。
魔法使い
生まれついての才能がある人間にしかなることができないが、学校や魔法院で学ぶことや修行によって能力を伸ばすことはできる。
魔法院
魔法人形を捕まえ、何らかの実験台にしようとしている。エリートの魔法使いを育成する機関でもあり、実績によってクラスごとに分かれている。

## 食べ物
チィクムのパチパチ焼き
フライドチキンのような食べ物。ある町の店では2本で30ティラ。
レイライの実
畑で栽培される果物。ふつう種は出して食べる。

## 箱庭幻想劇場
- 月と砂漠と爆弾ロケット
- チロルとミルシャの雲
- 墓場の恋
- ゴーストランド
- ガーとボクらの夏
- ブック・ブック・ラビリンス
- ムージャの宝石
- 未確認の空の下で

## 単行本
1. 第1巻 2008年10月23日発行 ISBN 978-4-06-373142-2
  - 「できそこないの物語」第1話から第10話、箱庭幻想劇場「月と砂漠と爆弾ロケット」「チロルとミルシャの雲」収録
2. 第2巻 2009年3月23日発行 ISBN 978-4-06-373161-3
  - 「できそこないの物語」第10.5話から第19話、箱庭幻想劇場「墓場の恋」「ゴーストランド」「ガーとボクらの夏」収録
3. 第3巻 2010年1月22日発行 ISBN 978-4-06-376201-3
  - 「できそこないの物語」第20話から第28.5話、箱庭幻想劇場「ブック・ブック・ラビリンス」「ムージャの宝石」収録
4. 第4巻 2010年10月8日発行 ISBN 978-4-06-376240-2
  - 「できそこないの物語」第28.8話から最終話、箱庭幻想劇場「未確認の空の下で」収録